# Kerekes Gréta
Kerekes Gréta (Debrecen, 1992. október 9. –) magyar gátfutó, olimpikon.

## Pályafutása
A 2009. évi nyári európai ifjúsági olimpiai fesztiválon a 4 × 100 m váltóval ezüstérmes volt. Ugyanitt gáton az elődöntőig jutott. A 2009-es ifjúsági vb-n nem jutott tovább a selejtezőből. A 2010-es junior vb-n kiesett a selejtezőben. A 4 × 100 m váltóval nem jutott a döntőbe. A 2011-es junior Eb-n nem jutott tovább. A 2015-ös universiadén 14,23-mal kiesett.
A 2016-os fedett pályás világbajnokságon 8,37-dal 16. helyen végzett a selejtezőben. A 2016-os atlétikai Eb-n 13,54-dal nem jutott tovább. A 4 × 100 méteres női váltó tagjaként 44,34-dal országos csúcsot ért el. A 2017-es fedett pályás Eb-n 8,24-dal továbbjutott a selejtezőből. Az elődöntőben teljesített 8,23 a 12. helyezéshez volt elég. A 2017-es atlétikai világbajnokságon kiesett a selejtezőben. Az universiadén hatodik helyezést szerzett.
A 2019-es fedett pályás atlétikai Európa-bajnokságon 60 méteres gátfutásban 5. lett. A 2019. évi Európa-játékok on 100 méteres gátfutásban bronzérmes lett. A 2019-es atlétikai világbajnokságon előfutamában 5., összesítésben 24. lett, így nem jutott be az elődöntőbe.
A 2021-es fedett pályás atlétikai Európa-bajnokságon nem jutott tovább a selejtezőből. A 2023-as fedett Eb-n hetedik helyezést ért el. A 2023-as atlétikai világbajnokságon nem jutott tovább a selejtezőből. A 2024-es fedett pályás atlétikai világbajnokságon az elődöntőig jutott. A 2024-es párizsi olimpián 100 méteres gátfutásban 35. helyen végzett.
2024 októberében bejelentette sportolói pályafutásának befejezését.

## Eredményei
Magyar bajnokság
100 m gát
- aranyérmes: 2014, 2016, 2017
- ezüstérmes: 2018, 2019, 2020, 2021, 2022
- bronzérmes: 2011, 2012, 2013, 2023

4 × 100 m
- ezüstérmes: 2013, 2014
- bronzérmes: 2012

60 m gát
- győztes: 2016, 2017, 2018, 2019, 2021, 2023, 2024
- ezüstérmes: 2020
- bronzérmes: 2022